# نادي فولغا نيجني نوفغورود
نادي فولغا (بالروسية: Волга) هو نادي كرة قدم روسي من نيجني نوفغاراد، تأسس في سنة 1963، ويعتبر ملعب ستاد لوكوموتيف هو ملعبه الرئيسي، يتواجد في الدوري الوطني الروسي لكرة القدم في ثاني أعلى دوري كرة قدم في روسيا، في سنة 2009 أنهى الموسم في الدوري الروسي الممتاز بالمرتبة الرابعة وفي سنة 2011 أنهاه بالمرتبة الثانية، لكن في موسم 2013-2014 هبط إلى الدوري الوطني الروسي لكرة القدم.

## وصلة خارجية
الموقع الرسمي